# Lasioglossum atroglaucum
Lasioglossum atroglaucum är en biart som först beskrevs av Embrik Strand 1913.  Lasioglossum atroglaucum ingår i släktet smalbin, och familjen vägbin. Inga underarter finns listade i Catalogue of Life.